# Trelleborg (fortaleza vikinga)

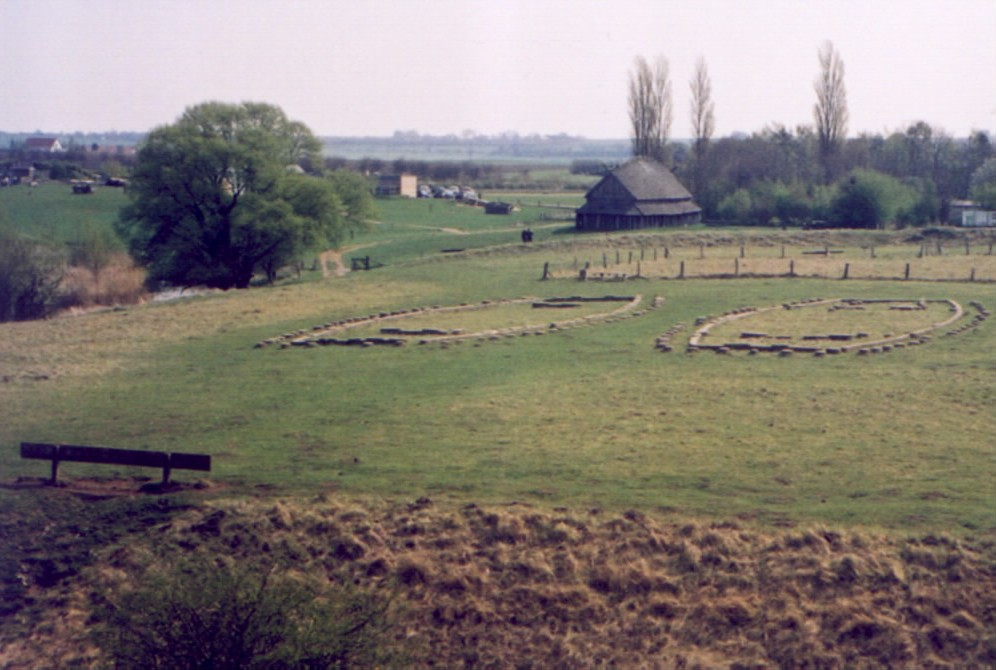
Foto panorámica desde el muro de Trelleborg (Slagelse).

Trelleborg es un nombre colectivo para seis fortificaciones circulares de la época vikinga emplazadas en Dinamarca y sur de la moderna Suecia. Cinco de ellas datan del reinado de Harald Blåtand  (m. 986). La fortificación de Borgeby en Suecia está fechada hacia el año 1000 y es posible que también corresponda al mismo reinado.
Se bautizó como Trelleborg a estas fortificaciones al descubrir el primer ejemplo en la población del mismo nombre, cerca de Slagelse, (las excavaciones se efectuaron entre 1936 y 1941). Todos los fuertes trelleborgs tienen una forma circular perfecta y su estructura podía comportar la existencia de un terraplén exterior avanzado, pero no necesariamente circular.      

## Listado detrelleborgs

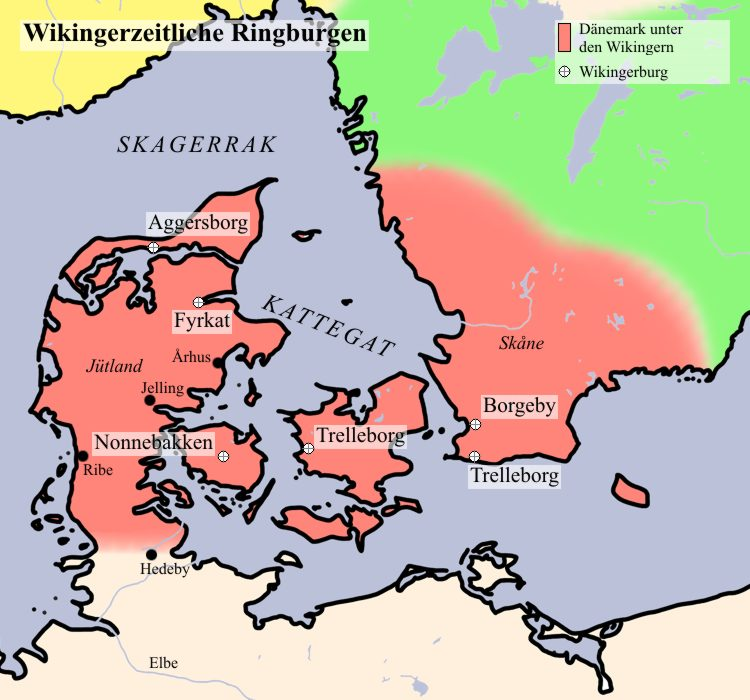
Emplazamiento de las fortalezas circulares

- Aggersborg cerca de Limfjorden, Dinamarca. N56 59 43, E9 15 17[1]
- Borgeby al norte de Lund en Lödde Å en Escania, Suecia.
- Borrering cerca de Lellinge, Dinamarca.
- Fyrkat cerca de Hobro, Dinamarca. N56 37 23, E9 46 13[2]
- Nonnebakken en Odense, Dinamarca.
- Trelleborg cerca de Slagelse, Dinamarca. N55 23 39, E11 15 55[3]
- Trelleborg en Trelleborg, Escania, Suecia.

Tradicionalmente, el nombre Trelleborg se ha definido como una fortaleza construida por thralls (nórdico antiguo del danés træl, esclavo), pero la palabra "trel" (plural trelle) es más plausible y se refiere a los postes de madera que cubren ambos lados de los muros protectores circulares.

## Comparativa de las seis fortificaciones
| Nombre                | Diámetro interior | Ancho del terraplén | Número de casas | Tamaño de las casas |
| --------------------- | ----------------- | ------------------- | --------------- | ------------------- |
| Aggersborg            | 240 m             | 11 m                | 48              | 32.0 m              |
| Borgeby               | 150 m             | 15 m                |                 |                     |
| Borrering             | 122 m             | 10-11 m             |                 |                     |
| Fyrkat                | 120 m             | 13 m                | 16              | 28.5 m              |
| Nonnebakken en Odense | 120 m             |                     |                 |                     |
| Trelleborg (Slagelse) | 136 m             | 19 m                | 16              | 29.4 m              |
| Trelleborg            | 125 m             |                     |                 |                     |

Otras fortalezas circulares contemporáneas de menor tamaño encontrados en Selandia y Lolland, difieren de las encontradas de la época vikinga. El modelo trelleborg está construido sobre un plan estrictamente geométrico y calculado en pies romanos. El fondo del foso es otro elemento prestado del Imperio Romano.

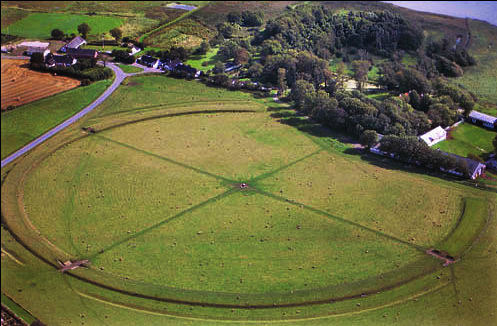
Fuerte circular de Aggersborg.

Las cinco fortalezas tienen diseños parecidos, "perfectamente circulares con puertas que coinciden con los cuatro puntos cardinales terrestres, y un patio dividido en cuatro áreas que mantenían grandes casas de forma cuadrada".
No se han encontrado paralelismos en el resto de Europa. En las costas de Holanda y Bélgica hay fortalezas circulares con cierto parecido y en la isla de Walcheren hay restos de un castillo con puertas enfocadas a los cuatro puntos cardinales, en combinación con callejuelas. Fortificaciones similares se han encontrado en Inglaterra, un claro ejemplo es Warham. Estos últimos, no obstante, están fechados de un periodo comprendido durante la conquista romana en la Britania céltica, unos cientos de años anterior a la construcción de los emplazamientos vikingos.
Los cálculos en dendrocronología encontraron que la madera usada para la construcción del trelleborg (cerca de Slagelse) fueron cortados en otoño de 980 y se usaron posiblemente en la primavera de 981. Se necesitó poco tiempo para la construcción de los edificios y también muy poco uso, quizás cinco años pero en el mejor de los casos no superó los veinte. Las otras fortalezas más o menos siguen las mismas pautas, aunque Fyrkat puede ser un poco más antiguo. No obstante, no hay datos precisos para calcular el tiempo real pero la disposición y construcción de los trelleborgs en Slagelse, Fyrkat, Aggersborg, Nonnebakken y el sueco son tan parecidos que es muy probable que fuesen concebidos por una sola persona.
Hacia el año 974, el rey vikingo Harald Blåtand perdió el control de Danevirke y algunas partes del sur de Jutlandia que conquistaron los alemanes de Otón II. El completo y complejo sistema de fortificaciones, puentes y carreteras que se construyeron hacia 980 es presumiblemente una tarea del gobierno del rey Harald, parte de un sistema de defensa mucho más grande.  
Otra teoría es que estas fortalezas circulares eran un tipo de campamentos lanzaderas usadas por las tropas de Svend I de Dinamarca para sus ataques a Inglaterra. Svend y sus hombres saquearon Londres en 1013.
Los trelleborgs son monumentos vikingos en la lista indicativa para ser declarados Patrimonio de la Humanidad por la Unesco.